# 영국 지명상임위원회
영국 지명상임위원회(영어: Permanent Committee on Geographical Names, PCGN)는 1919년 설립된 영국 정부의 독립적인 부서간 위원회이다. 지명상임위원회는 영국 정부가 사용하는 영국 외 지명의 표준 이름을 결정하는 역할을 맡는다.
지명상임위원회 위원은 영국방송공사 모니터링 서비스, 영국 국방정보국 내 합동정보그룹, 영국 국방정보국, 영국 외무·영연방부, GCHQ, 영국 해양조사청, 영국 지리원, 왕립지리학회, 왕립 스코틀랜드 지리학회로 구성된다.

## 같이 보기
- 미국 지명위원회